# Świętosław Lipicki
Świętosław Lipicki herbu Poraj (zm. po marcu 1575 roku) – kasztelan rozpierski do 1575 roku, kasztelan konarski sieradzki w latach 1553-1574.
Poseł na sejm piotrkowski 1562/1563 roku, sejm piotrkowski 1567 roku, sejm koronacyjny 1574 roku z województwa sieradzkiego